# Miradouro da Ponta do Arnel

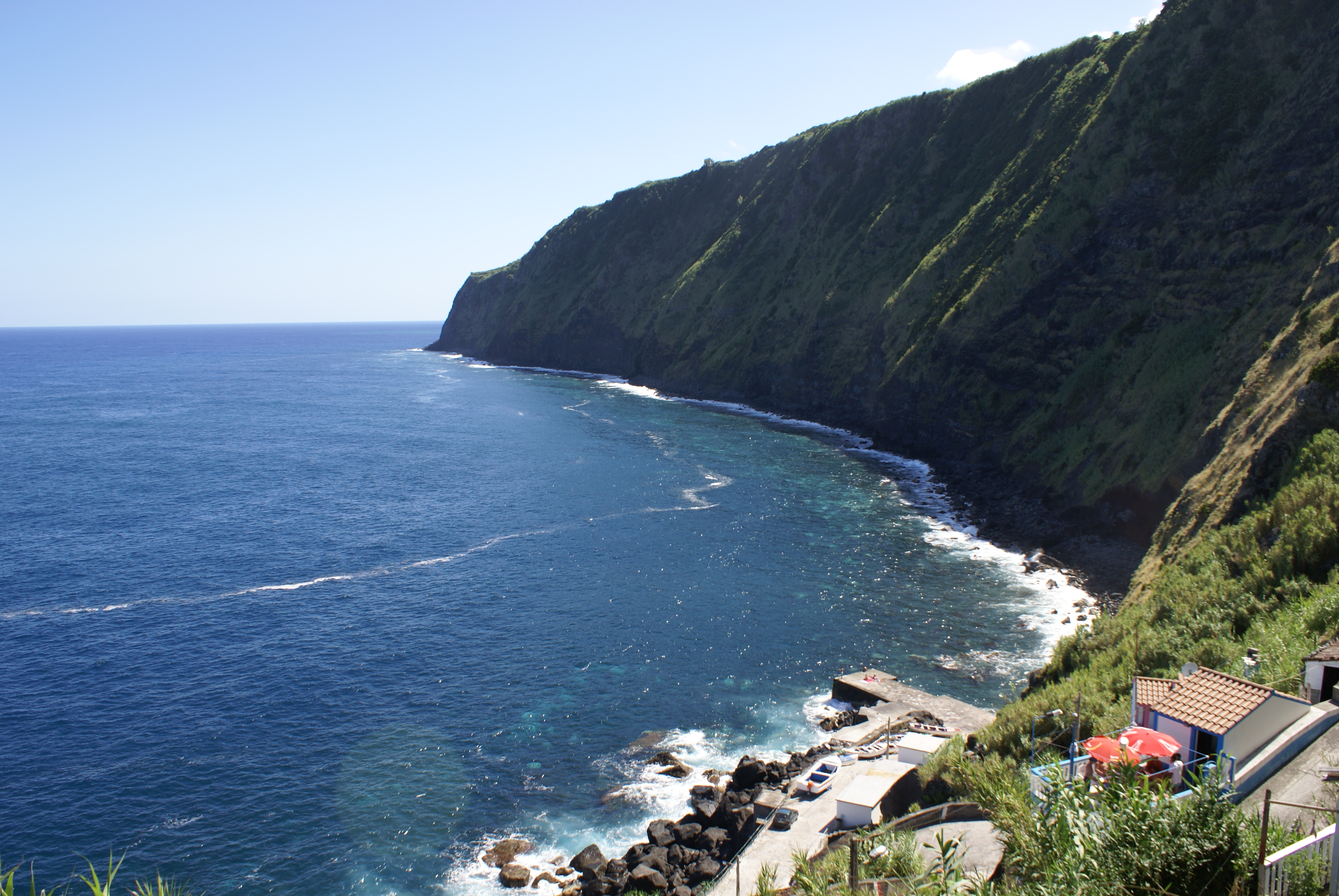
Miradouro da Ponta do Arnel, Ponta do Arnel.

O Miradouro da Ponta do Arnel é um miradouro português localizado concelho do nordeste, ilha de São Miguel, arquipélago dos Açores.
Este miradouro oferece uma vista ampla sobre a costa norte da ilha e sobre o Farol da Ponta do Arnel que se encontra localizado sobre o promontório do Arnel e grande parte da importante IBA da Ponta do Arnel e Faial da Terra.

## Referência
- Trails-azores.com.